# 恩施州旅游轨道交通
恩施州旅游轨道交通为中华人民共和国湖北省恩施自治州运营建设中的旅游轨道交通，包括悬挂式单轨以及地面缆车。
2019年，恩施州正式和中铁磁浮交通有限公司签约，计划开建恩施旅游铁路，恩施旅游铁路已经完成预可研，长度为75公里，拟选用为悬挂式单轨制式；2020年，恩施青云崖悬挂式单轨建设规划已经获得恩施市政府批准，长度2.1公里，并且开始招标工作，4月中标公告发布，同年6月悬挂式单轨正式开工。恩施州还于2019年正式开建地面缆车，2021年正式运营。 此外利川还建设了环湖观光小火车。

## 悬挂式单轨
恩施规划的旅游铁路，长75公里，设14个站，投资约100亿左右，拟选用为悬挂式单轨制式。2018年，利川腾龙洞至恩施大峡谷之间的观光铁路纳入《省发展改革委关于印发湖北省铁路中长期发展规划的通知》。2019年4月26日，恩施州人民政府与中铁磁浮交通投资建设有限公司签署恩施旅游观光铁路项目战略合作协议。2020年，恩施青云崖悬挂式单轨建设规划已经获得恩施市发展和改革委员会批准,文件号为2018-422801-72-03-042881，并且开始招标。同年4月中标结果公示。2020年6月，恩施青云崖悬挂式单轨正式开工。9月9日，在恩施市沙地乡青云崖项目建设现场，空轨项目建设便道搭建即将完成。9月23日，恩施市长苏勇到青云崖空轨项目等板块察看建设进度。恩施青云崖单轨全长2.1公里，沿线设3个站点，运营时速30公里，集观光旅游与交通运输于一体。2020年11月19日，在恩施青云崖文化旅游特色小镇项目施工现场，青云崖项目施工总承包项目部经理陈伯罡对湖北日报全媒记者说：“按照目前的工程进度，青云崖‘空轨’线路，将于明年年底试运行。”截止2020年12月，空轨项目建设便道基本搭建完成。

## 地面缆车
2019年5月，恩施大峡谷地面缆车项目正式开建。2019年11月，徐俊率有关人员到恩施大峡谷地面缆车等项目施工现场进行了全面检查。2019年12月29日，湖北省恩施大峡谷地面缆车设备安装工程招标公告发布。2020年3月，周永彪实地考察了七星寨景区小楼门的地灾险情及地面缆车重点工程现场。2020年4月，恩施大峡谷地面缆车线路K0+465处公路改线工程询价函发布。4月17日，恩施大峡谷地面缆车正在加快建设，地面缆车运行速度12米/秒，全长1112米，全套设备来自法国波马公司，采用世界上最先进的控制系统。6月，基础分部工程验收通过。8月，邓敏查看恩施大峡谷地面缆车项目，同月，地面缆车司机招聘公告发布。10月25日，鄂旅股份董事长到大峡谷地面缆车项目现场调研指导工作。11月16日，恩施大峡谷景区地面缆车项目现场，两名工人忙着施工。12月，鄂旅股份索道运营部参观了即将投入运营的恩施大峡谷地面缆车项目设备调试现场。2021年，该缆车正式运营。

## 利川环湖小火车
2020年，利川梦想城环湖周围正在铺设轨道，2020年7月31日发布免费领票公告以及试营业公告，试营业将于2020年8月1日开始，免费领票截止2020年8月8日，送出10000张票，此小火车项目为国内最长环湖观光小火车轨道。